# Chimaera bahamaensis
Chimaera bahamaensis är en broskfiskart som beskrevs av Kemper, Ebert, Didier och Compagno 2010. Chimaera bahamaensis ingår i släktet Chimaera och familjen havsmusfiskar. IUCN kategoriserar arten globalt som otillräckligt studerad. Inga underarter finns listade i Catalogue of Life.
Arten förekommer i havet söder om New Providence Island och öster om ön Andros som tillhör Bahamas. Den hittades i cirka 1500 meter djupa områden. Antagligen har Chimaera bahamaensis en större utbredning i Västindien.